# Richard Witschge
Richard Witschge (Amsterdam, 20 settembre 1969) è un allenatore di calcio ed ex calciatore olandese, di ruolo centrocampista, tecnico individuale nello staff dell’Ajax.

## Carriera
Debuttò in Nazionale il 21 febbraio 1990 in un'amichevole contro l'Italia (0-0). Conta 31 presenze e una rete con l'Olanda, con cui prese parte al campionato del mondo 1990 in Italia, convocato dal commissario tecnico Leo Beenhakker, e al campionato d'Europa 1996 in Inghilterra, convocato dal CT Guus Hiddink.
Fratello minore dell'ex nazionale olandese Rob Witschge, Richard giocò con Ajax (1986-1991), Barcellona (1991-1993), Bordeaux (1993-1995), Blackburn Rovers (1995), Ajax (1996-2000), Deportivo Alavés (2001-2002), Ajax (2002-2003) e Oita Trinita (2004).

## Palmarès

### Giocatore

#### Club

##### Competizioni nazionali
- Campionato olandese: 2

Ajax: 1989-1990, 1997-1998
- Coppa dei Paesi Bassi: 3

Ajax: 1986-1987, 1997-1998, 1998-1999
- Campionato spagnolo: 2

Barcellona: 1991-1992, 1992-1993
- Supercoppa di Spagna: 2

Barcellona: 1991, 1992
- Campionato inglese: 1

Blackburn Rovers: 1994-1995
- Supercoppa dei Paesi Bassi: 1

Ajax: 2002

##### Competizioni internazionali
- Coppa delle Coppe: 1

Ajax: 1986-1987
- Coppa dei Campioni: 1

Barcellona: 1991-1992
- Supercoppa UEFA: 1

Barcellona: 1992
- Coppa Intertoto UEFA: 1

Bordeaux: 1995

#### Individuale
- Miglior talento dell'anno in Eredivisie: 1

1989